# Diederik Simon

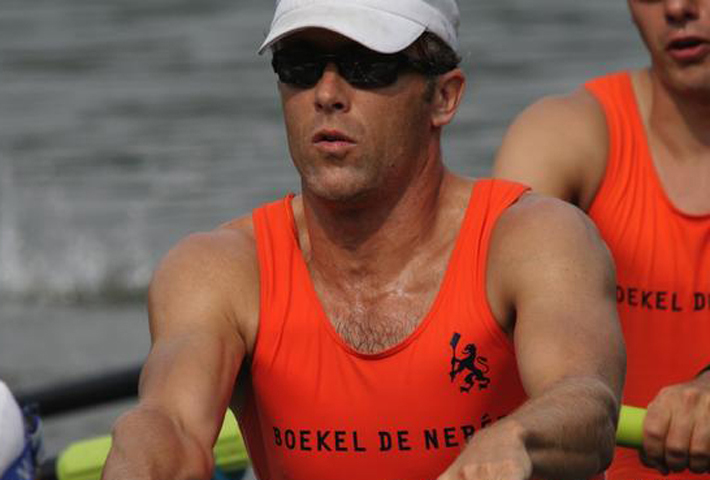
Diederik Simon im Juni 2009

Diederik Rudolf Simon (* 10. April 1970 in Bloemendaal) ist ein ehemaliger niederländischer Ruderer, der fünfmal in einem Olympiafinale ruderte. 1996 war er Olympiasieger mit dem Achter.

## Karriere
Simon begann erst 1991 mit dem Rudersport. 1995 nahm er im Zweier ohne Steuermann erstmals an Ruder-Weltmeisterschaften teil und belegte den achten Platz. 1996 wechselte er kurz vor den Olympischen Spielen in Atlanta in den Achter, der in der Besetzung Henk-Jan Zwolle als Bugmann, Diederik Simon, Michiel Bartman, Koos Maasdijk, Niels van der Zwan, Niels van Steenis, Ronald Florijn, Nico Rienks als Schlagmann und Steuermann Jeroen Duyster Gold gewann. 1997 wechselte Simon vom Riemenrudern zum Skull, bei den Ruder-Weltmeisterschaften 1997 belegte er mit dem Doppelvierer den siebten Platz, ein Jahr später folgte bei den Ruder-Weltmeisterschaften 1998 der achte Rang. 1999 ruderte Diederik Simon zum ersten Mal in seiner Karriere in einem Weltmeisterschaftsfinale und erreichte im Doppelvierer den vierten Platz. Bei der Olympiaregatta 2000 in Sydney gewannen Jochem Verberne, Dirk Lippits, Diederik Simon und Michiel Bartman Silber hinter dem italienischen Doppelvierer und vor dem deutschen Boot. Im Jahr darauf bei den Ruder-Weltmeisterschaften 2001 siegte der deutsche Doppelvierer vor den Niederländern und den Italienern, im niederländischen Vierer saßen Geert Cirkel, Lippits, Simon und Bartman. 2002 wechselten Cirkel, Simon und Bartman in den Vierer ohne Steuermann und belegten zusammen mit Matthijs Vellenga den fünften Platz bei den Weltmeisterschaften. 2003 traten Cirkel, Simon und Bartman wieder im Doppelvierer an, erreichten aber bei den Weltmeisterschaften nur den letzten Platz im B-Finale. 2004 kehrten Simon und Bartman acht Jahre nach ihrem Olympiasieg zurück in den Achter und gewannen hinter dem US-Achter die Silbermedaille bei den Olympischen Spielen 2004.
Nach zwei Jahren Pause kehrte Diederik Simon 2007 auf die Regattastrecken zurück und belegte mit dem niederländischen Achter den zehnten Platz bei den Weltmeisterschaften in München. 2008 konnte sich der niederländische Achter für die Olympischen Spiele in Peking qualifizieren und belegte dort den vierten Platz. Im Jahr darauf konnte Simon mit dem Achter seine zweite Weltmeisterschaftsmedaille gewinnen: Bei den Weltmeisterschaften in Posen belegte das Boot den dritten Platz hinter dem Deutschland-Achter und den Kanadiern. 2010 folgte der jeweils vierte Platz bei den Europameisterschaften und bei den Weltmeisterschaften. Nach einem sechsten Platz bei den Ruder-Weltmeisterschaften 2011 erreichte Simon 2012 mit dem niederländischen Achter noch einmal das Olympiafinale und belegte dort den fünften Platz.
Der 1,90 m große Diederik Simon ist seit 2013 als Rudertrainer für den niederländischen Verband tätig.